# Обвалення масове
Обвалення масове (рос. обрушение массовое, англ. mass caving, bulk caving; нім. Massenabbruch m) – 
- 1) При розробці родовищ відкритим способом: відбивання гірської породи з обваленням її на дно кар’єру вибухом камерних зарядів.
- 2) При розробці родовищ підземним способом – обвалення великих мас корисної копалини з наступним їх випуском при безпосередньому контакті з обваленими вмісними породами (при системах поверхового і підповерхового обвалення).